# Mariage parfait
Pour plus de détails, voir Fiche technique et Distribution.
Mariage parfait (The Perfect Marriage) est un film américain réalisé par Lewis Allen, sorti en 1947.

## Synopsis
Lors de leur dixième anniversaire de mariage, Maggie et Dale Williams, dont le mariage est considéré par tous leurs amis comme l'exemple du mariage parfait, confessent qu'ils sont plus concernés par leur carrière respective que par leur conjoint. Le lendemain, leur fille Cookie dit d'ailleurs à ses grand-mères que Dale a dormi dans son bureau. Ils vont envisager le divorce, mais finalement se rendre compte qu'ils s'aiment encore.

## Fiche technique
- Titre original : The Perfect Marriage
- Titre français : Mariage parfait
- Réalisation : Lewis Allen
- Scénario : Leonard Spigelgass, d'après la pièce The Perfect Marriage de Samson Raphaelson
- Photographie : Russell Metty
- Montage : Ellsworth Hoagland
- Musique : Friedrich Hollaender, Roy Webb
- Direction artistique : Lionel Banks
- Décors : Sam Comer, Grace Gregory (en)
- Costumes : Edith Head
- Son : Harry Lindgren, Joel Moss (en)
- Producteur : Hal B. Wallis
- Société de production : Paramount Pictures
- Société de distribution : Paramount Pictures
- Pays de production :  États-Unis
- Langue originale : anglais
- Format : Noir et blanc — 35 mm — 1,37:1 — Son : Mono (Western Electric Recording)
- Genre : Comédie dramatique
- Durée : 88 minutes
- Dates de sortie : 
  - États-Unis : 15 janvier 1947 (première à New York)
  - France : 15 février 1950

## Distribution
- Loretta Young : Maggie Williams
- David Niven : Dale Williams
- Eddie Albert : Gil Cummins
- Charles Ruggles : Dale Williams Sr.
- Virginia Field : Gloria
- Rita Johnson : Mabel Manning
- Zasu Pitts : Rosa
- Nona Griffith : Cookie Williams
- Nana Bryant : Corinne Williams
- Jerome Cowan : Addison Manning
- Luella Gear : Dolly Haggerty
- Howard Freeman : Peter Haggerty
- Catherine Craig : Julie Camberwell